# The Vengeance of Durand
The Vengeance of Durand er en amerikansk stumfilm fra 1919 af Tom Terriss.

## Medvirkende
- Alice Joyce som Marion Durand / Beatrice Durand
- Gustav von Seyffertitz som  Henri Durand
- Percy Marmont som Tom Franklin
- William Bechtel som Armand La Farge
- Eugene Strong som Croix Trouvier